# Terytoria Plemienne Administrowane Federalnie
Terytoria Plemienne Administrowane Federalnie (ang. Federally Administered Tribal Areas, FATA; urdu: وفاقی منتظم شدہ قبائیلی علاقہ جات) – dawna jednostka podziału administracyjnego Pakistanu formalnie bezpośrednio administrowana przez pakistańskie władze centralne, faktycznie jednak posiadała bardzo dużą autonomię. Terytoria miały powierzchnię 27 220 km². Formalną stolicą był znajdujący się poza obszarem Terytoriów Peszawar. Faktyczną stolicą był jednak Miramszah.
Terytoria Plemienne Administrowane Federalnie zostały przyłączone do prowincji Chajber Pasztunchwa na podstawie zmiany konstytucji z 31 maja 2018 roku.
Główne miasta:
- Darra Adam Khel
- Ghalanai
- Miramszah
- Parachinar
- Wana

## Podział administracyjny
- Agencje:
  - Chajber
  - Kurram
  - Bajaur
  - Mohmand
  - Orakzai
  - Północny Waziristan
  - Południowy Waziristan
- Regiony graniczne:
  - Peszawar
  - Kohat
  - Tank
  - Bannu
  - Region graniczny Dera Ismail Khan

## Demografia
Terytoria Plemienne Administrowane Federalnie zamieszkane były przez ok. 3,7 miliona osób (według szacunkowych danych na 2006 rok).